# Pseudotribos robustus
Pseudotribos robustus ('fals mastegador robust') és una espècie de mamífer extint que visqué durant el Juràssic mitjà (fa uns 165 milions d'anys) en allò que avui en dia és la Xina. Es tractava d'un animal arborícola que tenia una dieta majoritàriament insectívora.